# The Monster Show
The Monster Show es el tercer disco de la banda Lordi, posee 12 temas, uno menos que sus dos anteriores álbumes, y fue publicado en 2005 para su distribución en Reino Unido.
El DVD bonus posee videos de Blood Red Sandman, Devil is a Looser y Would you love a monsterman? (Primera edición)

## Éxito del álbum
The Monster Show fue un éxito en el Reino Unido y llegó a las listas de los álbumes de rock británico. The Monster Show también fue lanzado en Finlandia, pero no tuvo tanto éxito. Al final recogieron una mayor cantidad de ingresos en el mercado extranjero, puesto que la venta en Finlandia fue casi nula.

## Lista de canciones

### CD
1. Thetrical trailer
2. Bring it on
3. Blood Red Sandman
4. My Heaven Is Your Hell
5. Would You Love a Monsterman?
6. Devil Is a Loser
7. Icon of dominance
8. The children of the night
9. Shotgun divorce
10. Forsaken fashion dolls
11. Wake the snake
12. Rock the hell outta you

### DVD
Videoclips
1. Blood Red Sandman
2. Devil Is a Loser
3. Would You Love a Monsterman?

## Créditos
- Mr. Lordi - Vocalista
- Amen - Guitarrista
- Kita - Batería, coros y arreglos
- Enary - Teclista
- Kalma - Bajista (Canciones 2-4 y 8-11)
- Magnum - Bajista (Canciones 5-7 y 12)